# Straat Muli
Straat Muli (Indonesisch: Selat Muli), in de Nederlandse koloniale tijd Straat Marianne (vernoemd naar Marianne der Nederlanden), is een zeestraat in Indonesië in de provincie Papoea. De zeestraat scheidt het eiland Yos Sudarso, het voormalige Frederik Hendrikeiland, in het westen, van het kustgebied van Nieuw-Guinea in het oosten. Ten zuiden van Straat Muli ligt het eiland Komoran en de Straat Buaya. De zeestraat werd  ontdekt in 1826 door luitenant-ter-zee Dirk Hendrik Kolff; het bestaan werd herbevestigd door de leden van de expeditie naar Nieuw-Guinea in 1828.